# Reidar
Reidar ist ein männlicher Vorname.

## Herkunft und Bedeutung
Bei Reidar handelt es sich um eine jüngere Form des altnordischen Namens Hræiðarr, für den wiederum drei Herleitungen in Frage kommen:
- Variante von *Hraiþharjaz[2], der sich aus den Elementen hreid „Flechtwerk“, „Nest“[3] und her „Armee“, „Krieger“[4] zusammensetzt[5]
- Variante von *Hraiþgaizaz[2], der sich aus den Elementen hreid „Flechtwerk“, „Nest“[3] und geir „Speer“[6] zusammensetzt[7]
- Variante von *Hraiþwarjaz[2], der sich aus den Elementen hreid „Flechtwerk“, „Nest“[3] und war „Beschützer“, „Verteidiger“, „aufmerksam“, „vorsichtig“[8]  zusammensetzt[9]

## Verbreitung
Der Name Reidar ist in erster Linie in Norwegen verbreitet. In den 1890er Jahren nahm er rasch an Beliebtheit zu und etablierte sich rasch unter den beliebtesten Vornamen. Ab den 1930er Jahren wurde er seltener gewählt, im Jahr 1968 verließ der Name schließlich die Top-100 der Vornamenscharts. Heute wird der Name nur noch selten vergeben.
Stand 31. Dezember 2021 leben in Schweden 1385, die Reidar als Vornamen tragen, bei 444 davon handelt es sich um den Rufnamen. Ihr Durchschnittsalter beträgt 64,6 Jahre.

## Namensträger
- Reidar Andersen (1911–1991), norwegischer Skispringer
- Reidar Andreassen (* 1932), norwegischer Skilangläufer und Leichtathlet
- Reidar Aulie (1904–1977), norwegischer Maler
- Reidar Bohlin Borgersen (* 1980), norwegischer Eisschnellläufer, Bahn- und Straßenradrennfahrer
- Reidar Børjeson (1931–2011), norwegischer Eiskunstläufer
- Reidar Hjermstad (* 1937), norwegischer Skilangläufer
- Reidar Kvammen (1914–1998), norwegischer Fußballspieler
- Reidar T. Larsen (1923–2012), norwegischer Journalist und Politiker
- Reidar Liaklev (1917–2006), norwegischer Eisschnellläufer
- Reidar Nyborg (1923–1990), norwegischer Skilangläufer
- Reidar Ødegaard (1901–1972), norwegischer Skilangläufer
- Reidar Sandal (* 1949), norwegischer Politiker
- Reidar Sørensen (* 1956), norwegischer Schauspieler
- Reidar Sørlie (1909–1969), norwegischer Diskuswerfer
- Reidar Visser (* 1971), norwegischer Historiker